# Fußball-Europameisterschaft 2012/Deutschland
Dieser Artikel behandelt die deutsche Fußballnationalmannschaft bei der Europameisterschaft 2012 in Polen und der Ukraine. Die deutsche Mannschaft qualifizierte sich seit 1972 als einzige für alle Endrunden, war mit drei Titeln seinerzeit Rekordeuropameister und nahm zum elften Mal teil, womit sie auch Rekordteilnehmer ist. Da Spanien den Titel verteidigen konnte und damit zum dritten Mal Europameister wurde, ist Deutschland aber nicht mehr alleiniger Rekordeuropameister.

## Qualifikation
Deutschland absolvierte die Qualifikation zur Europameisterschaft in der Qualifikationsgruppe A. Es war das erste Mal, dass Deutschland alle Qualifikationsspiele für eine Europameisterschaft gewann. Die vier folgenden Pflichtspiele bei der Europameisterschaft wurden auch alle gewonnen, wodurch inklusive des Sieges beim Spiel um den dritten Platz bei der Fußball-Weltmeisterschaft 2010 in Südafrika ein neuer Rekord von 15 Pflichtspielsiegen in Folge aufgestellt wurde.
| Pl. | Land          | Sp. | S  | U | N | Tore    | Punkte |
| --- | ------------- | --- | -- | - | - | ------- | ------ |
| 1.  | Deutschland   | 10  | 10 | 0 | 0 | 034:700 | 30     |
| 2.  | Türkei        | 10  | 5  | 2 | 3 | 013:110 | 17     |
| 3.  | Belgien       | 10  | 4  | 3 | 3 | 021:150 | 15     |
| 4.  | Österreich    | 10  | 3  | 3 | 4 | 016:170 | 12     |
| 5.  | Aserbaidschan | 10  | 2  | 1 | 7 | 010:260 | 07     |
| 6.  | Kasachstan    | 10  | 1  | 1 | 8 | 006:240 | 04     |

Spielergebnisse
| 03.09.2010 | Brüssel König‑Baudouin‑Stadion      | Belgien       | – | Deutschland   | 0:1 (0:0) | Tor: 0:1 Miroslav Klose (51.) |
| 07.09.2010 | Köln Rheinenergiestadion            | Deutschland   | – | Aserbaidschan | 6:1 (3:0) | Tore: 1:0 Heiko Westermann (28.), 2:0 Lukas Podolski (45.), 3:0, 6:1 Miroslav Klose (45., 90.), 4:0 Rəşad Sadıqov (53., ET), 4:1 Vaqif Cavadov (57.), 5:1 Holger Badstuber (86.)              |
| 08.10.2010 | Berlin Olympiastadion               | Deutschland   | – | Türkei        | 3:0 (1:0) | Tore: 1:0, 3:0 Miroslav Klose (42., 87.), 2:0 Mesut Özil (79.) |
| 12.11.2010 | Astana Astana Arena                 | Kasachstan    | – | Deutschland   | 0:3 (0:0) | Tore: 0:1 Miroslav Klose (48.), 0:2 Mario Gómez (76.), 0:3 Lukas Podolski (85.) |
| 26.03.2011 | Kaiserslautern Fritz-Walter-Stadion | Deutschland   | – | Kasachstan    | 4:0 (3:0) | Tore: 1:0, 4:0 Miroslav Klose (3., 88.), 2:0, 3:0 Thomas Müller (25., 43.) |
| 03.06.2011 | Wien Ernst-Happel-Stadion           | Österreich    | – | Deutschland   | 1:2 (0:1) | Tore: 0:1, 1:2 Mario Gómez (44., 90.), 1:1 Arne Friedrich (50., ET) |
| 07.06.2011 | Baku Tofiq‑Bəhramov‑Stadion         | Aserbaidschan | – | Deutschland   | 1:3 (0:2) | Tore: 0:1 Mesut Özil (30.), 0:2 Mario Gómez (41.), 1:2 Murad Hüseynov (89.), 1:3 André Schürrle (90.)                                                                                         |
| 02.09.2011 | Gelsenkirchen Veltins-Arena         | Deutschland   | – | Österreich    | 6:2 (3:1) | Tore: 1:0, 2:0 Miroslav Klose (8., 23.), 3:0 Lukas Podolski (28.), 3:1 Marko Arnautović (42.), 4:1 Mesut Özil (47.), 4:2 Martin Harnik (51.), 5:2 André Schürrle (84.), 6:2 Mario Götze (89.) |
| 07.10.2011 | Istanbul Türk Telekom Arena         | Türkei        | – | Deutschland   | 1:3 (0:1) | Tore: 0:1 Mario Gómez (35.), 0:2 Thomas Müller (66.), 1:2 Hakan Balta (79.), 1:3 Bastian Schweinsteiger (86.)                                                                                 |
| 11.10.2011 | Düsseldorf ESPRIT arena             | Deutschland   | – | Belgien       | 3:1 (2:0) | Tore: 1:0 Mesut Özil (30.), 2:0 André Schürrle (33.), 3:0 Mario Gómez (48.), 3:1 Marouane Fellaini (86.)                                                                                      |

## Vorbereitung
Vor der EM fanden noch zwei Testspiele statt:
| 26.05.2012 in Basel (St. Jakob-Park)   |   |             |           | |
| Schweiz                                | – | Deutschland | 5:3 (2:1) | Tore: 1:0, 2:0 Eren Derdiyok (21., 23.), 2:1 Mats Hummels (45.), 3:1 Eren Derdiyok (50.), 3:2 André Schürrle (64.), 4:2 Stephan Lichtsteiner (67.), 4:3 Marco Reus (72.), 5:3 Admir Mehmedi (76.) |
| 31.05.2012 in Leipzig (Red Bull Arena) |   |             |           | |
| Deutschland                            | – | Israel      | 2:0 (1:0) | Tore: 1:0 Mario Gómez (40.), 2:0 André Schürrle (82.) |

## Spiele Deutschlands

### EM-Vorrunde
Bei der Auslosung wurden die Niederländer als Zweiter der UEFA-Rangliste als Gruppenkopf der Gruppe B gesetzt und Deutschland sowie Dänemark und Portugal zugelost. Gegen alle Gruppengegner hat Deutschland eine insgesamt positive Bilanz. Bei Europameisterschaften ist die Bilanz gegen Dänemark und Portugal ausgeglichen (1 Sieg, 1 Niederlage, 2:2 Tore bzw. 1 Sieg, 1 Remis, 1 Niederlage 3:5 Tore) und gegen die Niederlande negativ (1 Sieg, 1 Remis, 2 Niederlagen, 6:8 Tore). Portugal und Deutschland trafen letztmals im Viertelfinale der letzten EM aufeinander, das Deutschland mit 3:2 gewann. Das letzte Spiel zwischen Dänemark und Deutschland endete 2:2. Zuletzt gewann Deutschland gegen Dänemark am 27. März 1996, danach folgten zwei Niederlagen und das Remis am 11. August 2010. Das letzte Spiel gegen die Niederlande gewann die deutsche Mannschaft am 15. November 2011 in Hamburg mit 3:0.
Vorrundengruppe B:
Alle Spiele fanden in der Ukraine statt.
| Pl. | Land        | Sp. | S | U | N | Tore    | Diff. | Punkte |
| --- | ----------- | --- | - | - | - | ------- | ----- | ------ |
| 1.  | Deutschland | 3   | 3 | 0 | 0 | 005:200 | +3    | 09     |
| 2.  | Portugal    | 3   | 2 | 0 | 1 | 005:400 | +1    | 06     |
| 3.  | Dänemark    | 3   | 1 | 0 | 2 | 004:500 | −1    | 03     |
| 4.  | Niederlande | 3   | 0 | 0 | 3 | 002:500 | −3    | 0      |

|                                                             |   |             |           |
| Sa., 9. Juni 2012 um 21:45 Uhr in Lwiw (20:45 Uhr MESZ)     |   |             |           |
| Deutschland                                                 | – | Portugal    | 1:0 (0:0) |
| Mi., 13. Juni 2012 um 21:45 Uhr in Charkiw (20:45 Uhr MESZ) |   |             |           |
| Niederlande                                                 | – | Deutschland | 1:2 (0:2) |
| So., 17. Juni 2012 um 21:45 Uhr in Lwiw (20:45 Uhr MESZ)    |   |             |           |
| Dänemark                                                    | – | Deutschland | 1:2 (1:1) |

### K.-o.-Runde
Erstmals beendete die deutsche Mannschaft die Gruppenphase bei einer EM mit drei Siegen und traf als Gruppensieger am 22. Juni im Viertelfinale auf Griechenland. Gegen Griechenland gab es davor acht Spiele (fünf Siege und drei Remis, 17:7 Tore). Das letzte Spiel am 28. März 2001 im Rahmen der WM-Qualifikation 2002 gewann Deutschland in Athen mit 4:2, wobei Miroslav Klose in seinem zweiten Länderspiel sein zweites Länderspieltor schoss. Aus der griechischen Mannschaft dieses Spiels standen noch Giorgos Karagounis (für das Viertelfinale gesperrt) und Nikos Liberopoulos im 2012er-EM-Kader der Griechen. Bei einer EM-Endrunde trafen beide Mannschaften nur 1980 im letzten Gruppenspiel aufeinander, das torlos endete. Trotz der starken griechischen Abwehr ging Deutschland durch einen Treffer von Lahm in der 39. Minute in Führung. Chancen auf einen Angriff erhielten die Griechen meist nach einem Fehlpass der Deutschen und 10 Minuten nach der Halbzeitpause glich Samaras aus. Deutschland erhöhte jedoch den Druck auf die Griechen und erzielte durch Khedira (61.), Klose (68.) und Reus (73.) weitere drei Tore. Ein durch Salpingidis in der 89. Minute verwandelter Handelfmeter konnte das Ausscheiden der Griechen nicht mehr verhindern.
Im Halbfinale traf die deutsche Mannschaft auf Italien, gegen die sie bei Europameisterschaften zuvor erst zweimal gespielt hatte, 1988 (1:1) und 1996 (0:0) jeweils in der Vorrunde. Das letzte Spiel zwischen beiden endete am 9. Februar 2011 ebenfalls remis (1:1). Bisher hat Deutschlands A-Nationalmannschaft bei Turnieren noch kein Spiel gegen Italien gewinnen können. Auch die Gesamtbilanz sprach gegen Deutschland: 7 Siege, 9 Remis und 14 Niederlagen, 34:45 Tore. Zuletzt gewann Deutschland am 21. Juni 1995 gegen Italien (2:0). Positive Erfahrung gegen Italien besitzen allein die Spieler, die in der erfolgreichen U-21-Mannschaft standen, die 2009 im Halbfinale der U-21-EM mit 1:0 gegen Italien gewann.
Viertelfinale
|                                           |   |              |           |
| Fr., 22. Juni 2012 um 20:45 Uhr in Danzig |   |              |           |
| Deutschland                               | – | Griechenland | 4:2 (1:0) |

Halbfinale
|                                             |   |         |           |
| Do., 28. Juni 2012 um 20:45 Uhr in Warschau |   |         |           |
| Deutschland                                 | – | Italien | 1:2 (0:2) |

## Kader
Der Kader umfasst jene Spieler, die am 28. Mai 2012 von Bundestrainer Joachim Löw für den Kader zur UEFA EURO 2012 berufen wurden. Dabei wurden noch die folgenden vier Spieler aus dem am 7. Mai bekannt gegebenen vorläufigen Aufgebot gestrichen: Marc-André ter Stegen, Sven Bender, Julian Draxler und Cacau.
Im deutschen Kader standen sieben Spieler, die 2009 U-21-, zwei die 2008 U-19- und einer der 2009 U-17-Europameister wurde. Zum Großteil setzt sich der Kader aus Spielern, die in der Bundesliga unter Vertrag stehen, zusammen. Einzig Per Mertesacker, Sami Khedira, Mesut Özil und Miroslav Klose waren zum Zeitpunkt des Turniers im Ausland aktiv. Während Per Mertesacker beim FC Arsenal spielte, waren Khedira und Özil bei Real Madrid aktiv. Miroslav Klose griff für Lazio Rom an. Nach dem Turnier wechselte Podolski zu Arsenal.
| Trikot- Nr. | Name                   | Verein                   | Geburts- datum | Länderspiel- einsätze | Länderspiel- tore | Debüt         | Letzter Einsatz | EM-Spiele          | Sp.      | Tore     | Rot      | G/R      | Gelb     |
| Torhüter    | Torhüter               | Torhüter                 | Torhüter       | Torhüter              | Torhüter          | Torhüter      | Torhüter        | Torhüter           | Torhüter | Torhüter | Torhüter | Torhüter | Torhüter |
| ----------- | ---------------------- | ------------------------ | -------------- | --------------------- | ----------------- | ------------- | --------------- | ------------------ | -------- | -------- | -------- | -------- | -------- |
| 01          | Manuel Neuer           | FC Bayern München        | 27. März 1986  | 31                    | 0                 | 2. Juni 2009  | 28. Juni 2012   |                    | 5        |          |          |          |          |
| 12          | Tim Wiese              | SV Werder Bremen         | 17. Dez. 1981  | 6                     | 0                 | 19. Nov. 2008 | 29. Feb. 2012   |                    |          |          |          |          |          |
| 22          | Ron-Robert Zieler      | Hannover 96              | 12. Feb. 1989  | 1                     | 0                 | 11. Nov. 2011 | 11. Nov. 2011   |                    |          |          |          |          |          |
| Abwehr      |                        |                          |                |                       |                   |               |                 |                    |          |          |          |          |          |
| 14          | Holger Badstuber       | FC Bayern München        | 13. März 1989  | 25                    | 1                 | 19. Mai 2010  | 28. Juni 2012   |                    | 5        |          |          |          | 1        |
| 20          | Jérôme Boateng         | FC Bayern München        | 3. Sep. 1988   | 25                    | 0                 | 10. Okt. 2009 | 28. Juni 2012   |                    | 4        |          |          |          | 2        |
| 04          | Benedikt Höwedes       | FC Schalke 04            | 29. Feb. 1988  | 8                     | 0                 | 29. Mai 2011  | 26. Mai 2012    |                    |          |          |          |          |          |
| 05          | Mats Hummels           | Borussia Dortmund        | 16. Dez. 1988  | 19                    | 1                 | 13. Mai 2010  | 28. Juni 2012   |                    | 5        |          |          |          | 1        |
| 16          | Philipp Lahm           | FC Bayern München        | 11. Nov. 1983  | 91                    | 5                 | 18. Feb. 2004 | 28. Juni 2012   | 3 (2004), 6 (2008) | 5        | 1        |          |          |          |
| 17          | Per Mertesacker        | FC Arsenal               | 29. Sep. 1984  | 81                    | 1                 | 9. Okt. 2004  | 31. Mai 2012    | 6 (2008)           |          |          |          |          |          |
| 03          | Marcel Schmelzer       | Borussia Dortmund        | 22. Jan. 1988  | 6                     | 0                 | 17. Nov. 2010 | 26. Mai 2012    |                    |          |          |          |          |          |
| Mittelfeld  |                        |                          |                |                       |                   |               |                 |                    |          |          |          |          |          |
| 15          | Lars Bender            | Bayer 04 Leverkusen      | 27. Apr. 1989  | 9                     | 1                 | 6. Sep. 2011  | 17. Juni 2012   |                    | 3        | 1        |          |          |          |
| 19          | Mario Götze            | Borussia Dortmund        | 3. Juni 1992   | 15                    | 2                 | 17. Nov. 2010 | 22. Juni 2012   |                    | 1        |          |          |          |          |
| 02          | İlkay Gündoğan         | Borussia Dortmund        | 24. Okt. 1990  | 2                     | 0                 | 11. Okt. 2011 | 26. Mai 2012    |                    |          |          |          |          |          |
| 06          | Sami Khedira           | Real Madrid              | 4. Apr. 1987   | 32                    | 2                 | 5. Sep. 2009  | 28. Juni 2012   |                    | 5        | 1        |          |          |          |
| 18          | Toni Kroos             | FC Bayern München        | 4. Jan. 1990   | 30                    | 2                 | 3. März 2010  | 28. Juni 2012   |                    | 4        |          |          |          |          |
| 13          | Thomas Müller          | FC Bayern München        | 13. Sep. 1989  | 32                    | 10                | 3. März 2010  | 28. Juni 2012   |                    | 5        |          |          |          |          |
| 08          | Mesut Özil             | Real Madrid              | 15. Okt. 1988  | 38                    | 9                 | 11. Feb. 2009 | 28. Juni 2012   |                    | 5        | 1        |          |          |          |
| 10          | Lukas Podolski         | 1. FC Köln               | 4. Juni 1985   | 101                   | 44                | 6. Juni 2004  | 28. Juni 2012   | 1 (2004), 6 (2008) | 4        | 1        |          |          |          |
| 21          | Marco Reus             | Borussia Mönchengladbach | 31. Mai 1989   | 8                     | 2                 | 7. Okt. 2011  | 28. Juni 2012   |                    | 2        | 1        |          |          |          |
| 09          | André Schürrle         | Bayer 04 Leverkusen      | 6. Nov. 1990   | 16                    | 7                 | 17. Nov. 2010 | 22. Juni 2012   |                    | 2        |          |          |          |          |
| 07          | Bastian Schweinsteiger | FC Bayern München        | 1. Aug. 1984   | 95                    | 23                | 6. Juni 2004  | 28. Juni 2012   | 3 (2004), 5 (2008) | 5        |          |          |          |          |
| Angriff     |                        |                          |                |                       |                   |               |                 |                    |          |          |          |          |          |
| 23          | Mario Gómez            | FC Bayern München        | 10. Juli 1985  | 57                    | 25                | 7. Feb. 2007  | 28. Juni 2012   | 4 (2008)           | 5        | 3        |          |          |          |
| 11          | Miroslav Klose         | Lazio Rom                | 9. Juni 1978   | 121                   | 64                | 24. März 2001 | 28. Juni 2012   | 2 (2004), 6 (2008) | 5        | 1        |          |          |          |

1. 1 2  Stand: 28. Juni 2012 (nach dem Spiel gegen Italien)
2. ↑  Stand: Vor der EM.

## Prämien
Die Spieler der deutschen Nationalmannschaft erhielten durch das Erreichen des Halbfinales 100.000 Euro pro Person vom DFB. Bei einem Finaleinzug hätte jeder Spieler 150.000 Euro und im Falle des Titelgewinns jeweils 300.000 Euro erhalten. Als Startgeld wurden dem DFB 8 Millionen Euro von der UEFA gezahlt; für die drei Gruppensiege erhielt er jeweils eine weitere Million; für das Erreichen des Viertelfinales weitere zwei Millionen Euro. Der EM-Titel hätte dem DFB 23,5 Millionen Euro von der UEFA eingebracht.

## Auszeichnungen
Manuel Neuer, Philipp Lahm, Sami Khedira und Mesut Özil wurden ins UEFA-All-Star-Team der 23 besten Spieler des Turniers gewählt. Damit stellte Deutschland zusammen mit Italien das zweitgrößte Kontingent.